# Thần kinh sống cổ III
Thần kinh sống cổ III (C3) là dây thần kinh sống thuộc đoạn cổ của tủy sống.
Thần kinh rời khỏi ống sống, thoát ra từ bờ trên đốt sống cổ III (C3) hay bờ dưới đốt trục (đốt sống cổ II, C2).